# Храм Христа Спасителя (Москва)
Вітберга

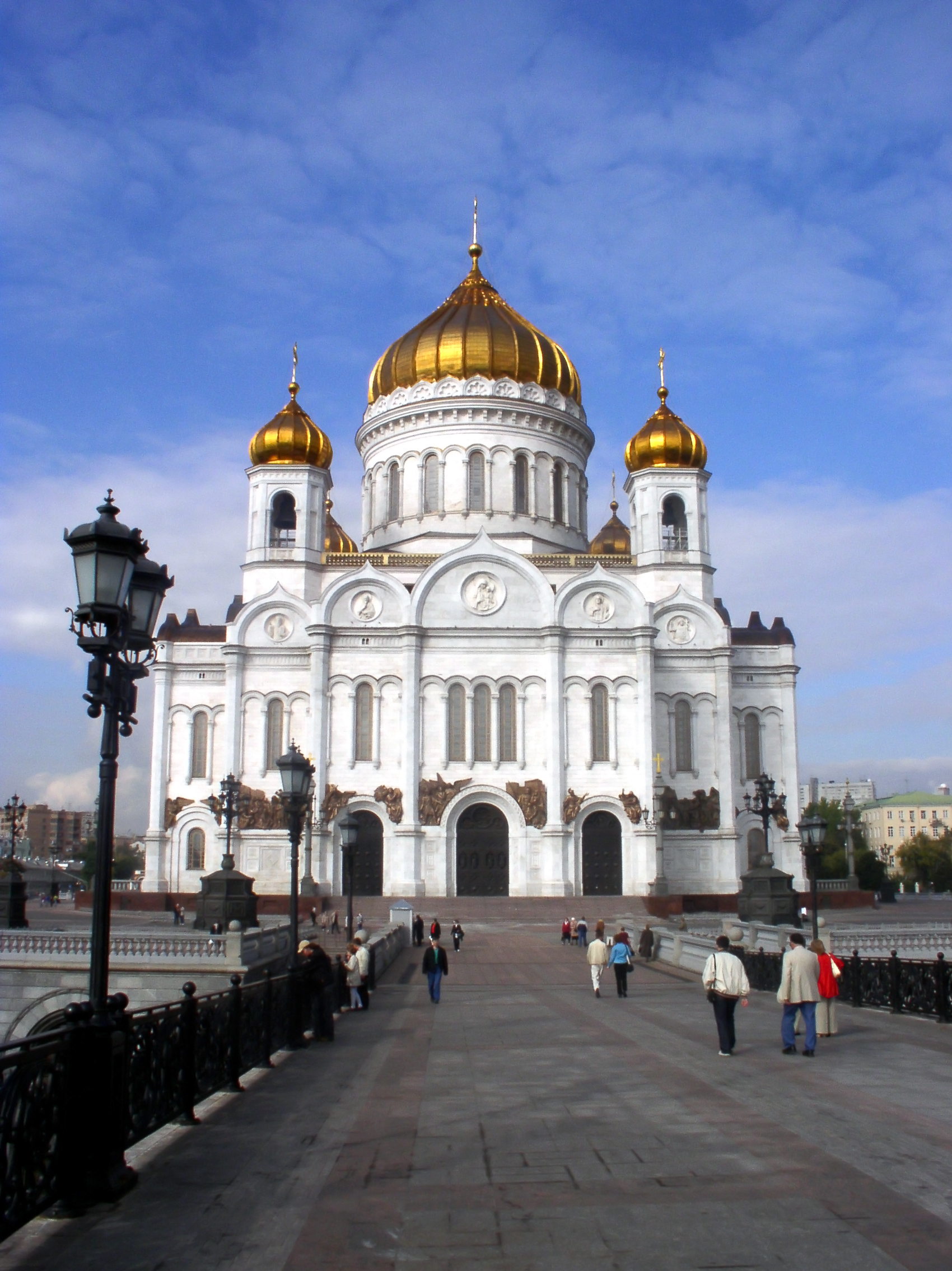
Храм Христа Спасителя

Храм Христа Спасителя (на честь Різдва Христового) в Москві — кафедральний собор Московської єпархії і всієї Російської православної церкви. Храм закладався тричі й тричі протягом майже двох століть освячувався його перший камінь.

## Історія

### Перший храм

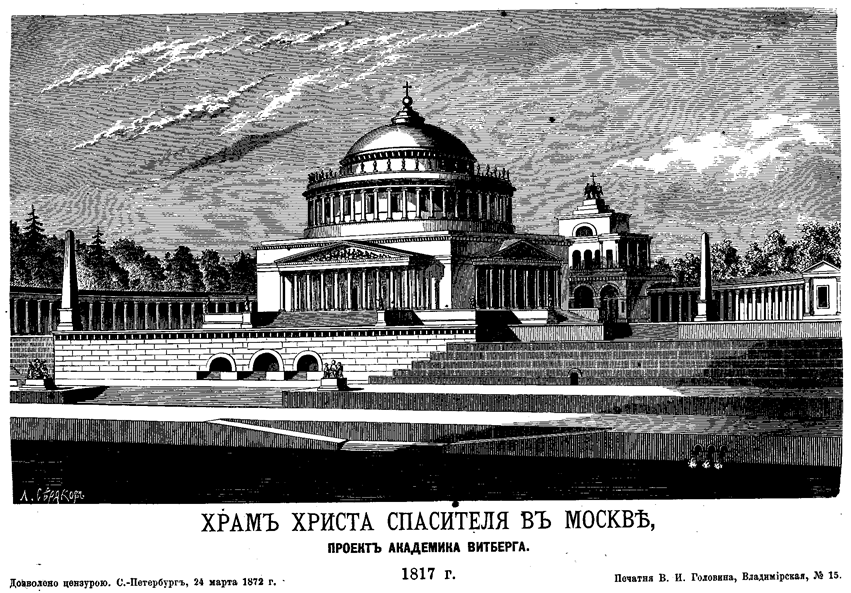
Проєкт

Ідея зведення в Москві грандіозного храму на честь перемоги Росії над армією Наполеона належала генералу армії Михайлу Кікіну і була передана російському імператорові Олександру I.
25 грудня 1812 Олександр I видав маніфест, за яким в Москві передбачалося звести храм, який мав стати уособленням подвигу російського народу і ознаменуванням «подяки до промислу Божого, який врятував Росію від загибелі, що їй загрожувала».
У оголошеному імператором конкурсі взяли участь найкращі зодчі, серед яких були Д.Кваренгі, А.Вороніхін, А.Мельников, О.Вітберг, В.Стасов. Було представлено 20 варіантів проєкту храму, з яких був затверджений проєкт Вітберга. Храм передбачалося звести на Воробйових горах, між Смоленською і Калузькою дорогами. Собор мав складатися з трьох частин, пов'язаних між собою і символізувати Втілення, Преображення та Воскресіння. У нижньому храмі передбачалося поховати останки полеглих в боях під час Вітчизняної війни 1812 року.
12 жовтня 1817 відбулася урочиста закладка храму Христа Спасителя, однак проєкт не був здійснений, бо виникли проблеми, пов'язані з неміцністю ґрунту, що мав підземні струмки, а після смерті Олександра I новий імператор Росії Микола I, який вважав проєкт Вітберга невдалим і нездійсненним, наказав припинити всі роботи. У 1826 будівництво припинено.

### Другий храм
10 квітня 1832 імператор Микола I затвердив проєкт храму Христа Спасителя, представлений архітектором Костянтином Тоном. Місце для храму імператор вибирав особисто. Цим місцем стала територія стародавнього Олексіївського жіночого монастиря, який було вирішено перенести до Красного села (нинішній Ново-Олексіївський монастир).
10 вересня 1839 відбулася урочиста закладка нового храму, який будувався на кошти скарбниці з залученням народних пожертвувань.

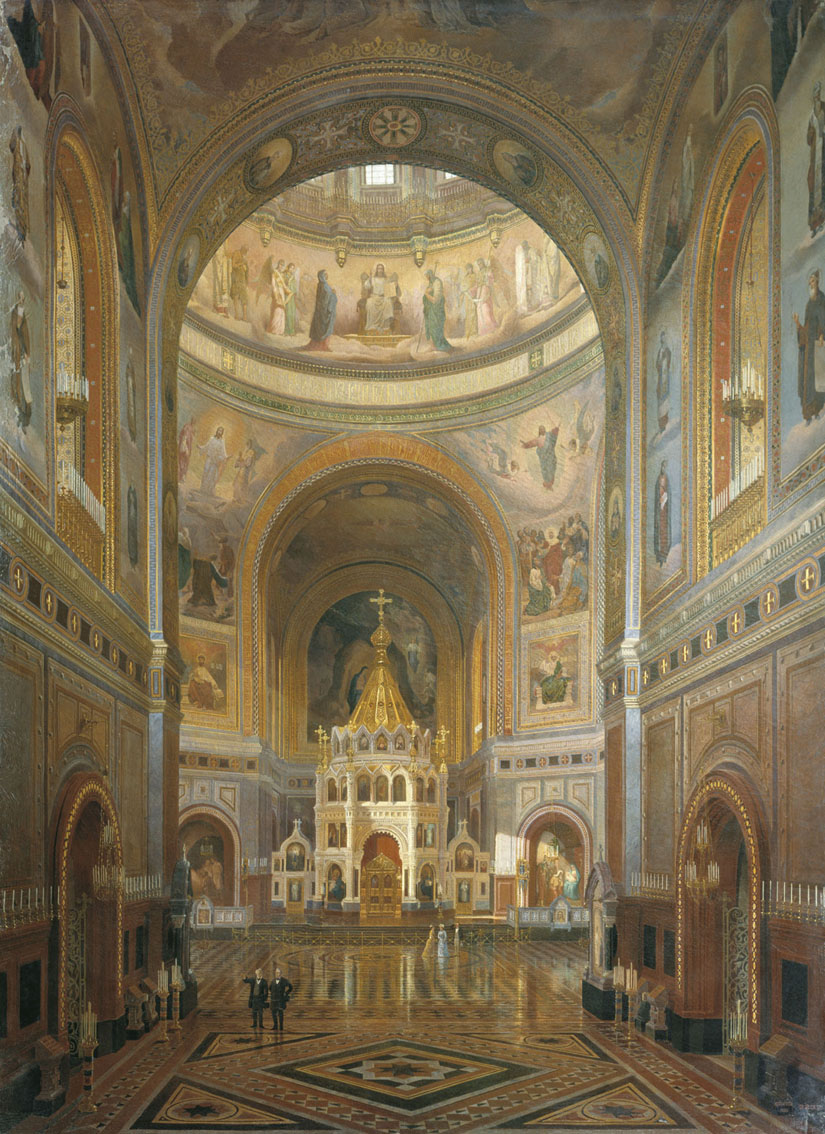
Внутрішній вигляд храму, 1883

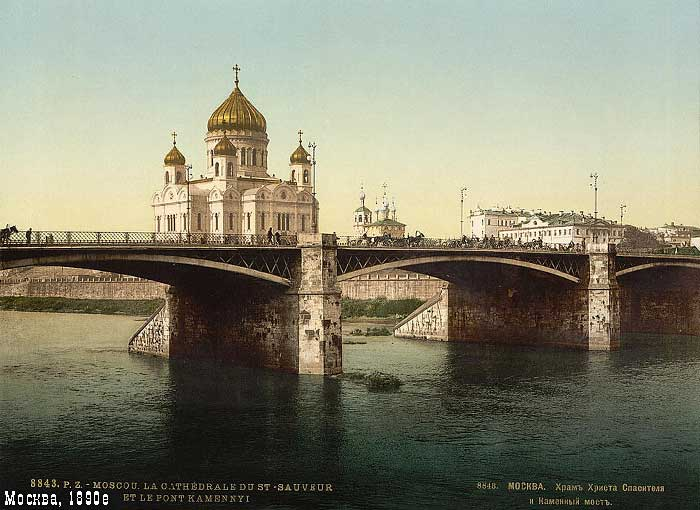
Храм Христа Спасителя у 1890-ті

У плані храм мав форму рівнокінцевого хреста. Основою його стилю був обраний візантійський. Його висота від основи до хреста становила 103,5 м (висота хреста — 8,5 м). Стіни, товщина яких досягала 3 м 20 см, були викладені з цегли та частково білого каменю. Облицювання було виконане з італійського мармуру різних сортів. В подвійних стінах прокладені коридори, які ведуть, як у древніх соборах, навколо всієї будівлі. У цих коридорах розмістили 177 мармурових меморіальних плит з описами подій війни 1812 року і російських походів 1813—1814 в хронологічному порядку.
Фасади храму з усіх чотирьох сторін були однакові за формою і прикрашені барельєфами, що зображають картини Біблії. Скульптури для барельєфів були виконані скульпторами Петром Клодтом, Олександром Логановським і Миколою Рамазановим. Величезний центральний купол був поставлений на високий світловий барабан з дзеркальним склом, що спирається на восьмигранник. Широко рознесені малі чотири глави вінчали чотири чотирикутні дзвіниці. Для позолоти голів, хрестів і балюстрад даху потребувалися 422,2 кг золота, а міді пішло 176 т. На дзвіницях висіло 14 дзвонів, найбільший з яких важив 27 т.
Нижня частина стін була прикрашена мармуром і мозаїками. Вище було відведено місце для розписів. Розписи для храму були виконані знаменитими художниками: Верещагіним, Суріковим, Маковським, Бруні, Тюріним, Сєдовим, Крамським, Семирадським та ін — всього 38 живописцями.
Храм будувався майже 44 роки. У 1841 стіни були вирівняні з поверхнею цоколя; в 1846 — зведений звід великого купола; три роки потому завершено роботи із зовнішнього облицювання та розпочато встановлення металевих дахів і голів. Звід великого куполу закінчено в 1849. У 1862 на даху встановили бронзову балюстраду, відсутню в первинному проєкті. До 1881 були закінчені роботи з влаштування набережної та площі перед храмом, а також встановлені зовнішні ліхтарі. До того часу підійшли до кінця роботи з внутрішнього розпису храму.
13 грудня 1880 новому храму було присвоєно найменування Кафедрального в ім'я Христа Спасителя Собору, затверджений штат духовенства і причту.
26 травня 1883, на свято Вознесіння Господнього, відбулося урочисте освячення храму, що збіглося з Днем Святого коронування на Всеросійський Престол імператора Олександра III. На згадку цієї події були виготовлені кабінетні медалі з золота, срібла та бронзи. На них з одного боку було зображено Всевидюще око з написом «Не нам, не нам, а імені твоєму», з іншого боку можна було прочитати всю історію храму: «Заповів Олександр I, заклав Микола I, закінчив Олександр II, освятив Олександр III». Спеціально до дня освячення Петро Чайковський написав увертюру «1812 рік», виконану храмовим хором.
12 червня того ж року відбулося освячення бокового вівтаря в ім'я св. Миколи Чудотворця, а 8 липня був освячений і другий боковий вівтар Храму — в ім'я св. Олександра Невського. З цього часу в храмі почалися регулярні богослужіння.

Будівля нового собору в Москві викликала різні відгуки. Шевченко, наприклад назвав собор
|  | ...толстой замоскворецкой купчихой в золотом повойнике, недоуменно остановившейся посреди города (рос.) |

З 1901 у храмі було засновано власний хор, який вважався одним з найкращих у Москві.
Навесні 1912 у сквері біля храму встановлено пам'ятник імператору Олександру III роботи архітектора Померанцева і скульптора Опекушина. Пам'ятник був зруйнований в 1918 році.

### Руйнування

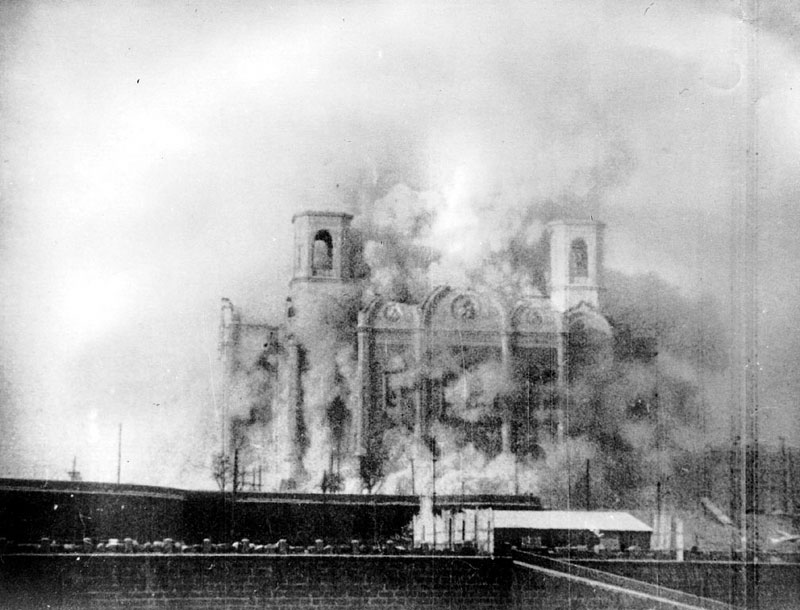
Руйнування храму більшовиками, 1931

У лютому 1918 для запобігання закриттю храму було створено Братство Храму Христа Спасителя, яке фактично утримувало храм. У 1922—1923 храм був захоплений обновленцями, а в 1931 закритий.
Влітку 1931 уряд СРСР ухвалив рішення знести храм, а на його місці спорудити грандіозний ансамбль Палацу Рад.
Руйнування храму, за свідченням очевидців, почалося з розбору позолочених куполів, розбору даху. Нечисленні вцілілі скульптури з фасадів храму пізніше були вмонтовані в стіну Донського монастиря.
Роботи з розбирання будівлі тривали кілька місяців, проте розібрати його до основи не вдалося, і тоді було вирішено його підірвати. 5 грудня 1931 о 12 годині всього за 45 хвилин храм був підірваний.
Почалася Німецько-радянська війна, котра не дала довести план будівництва Палацу Рад до кінця; після закінчення війни до цієї ідеї ніхто не повертався. Замість Палацу тут побудували відкритий плавальний басейн «Москва», який містився на цьому місці з 1960 по 1994 рік.

### Третій храм
У 1990 Святійший Синод Російської православної церкви звернувся до Ради міністрів з клопотанням про дозвіл на відновлення зруйнованого храму.
У 1991 на місці вівтаря храму була побудована тимчасова каплиця в ім'я ікони Божої Матері «Державна», яка згодом була розібрана.
У вересні 1994 урядом Москви було прийнято рішення про відтворення храму Христа Спасителя в колишніх архітектурних формах (за винятком видозміненого стилобату).
7 січня 1995 у свято Різдва Христового Патріарх Московський і всієї Русі Алексій II разом з мером столиці Ю.Лужковим заклали пам'ятну капсулу у фундамент головного храму Росії.
Храм був побудований за неповні шість років. Перші будівельні роботи почалися 29 вересня 1994. На Пасху 1996 під склепінням Храму була здійснена перша Великодня вечірня. У 2000 всі внутрішні і зовнішні оздоблювальні роботи були завершені. 10 серпня 2000 державна комісія прийняла храм.
19 серпня 2000 в день Преображення Господнього Святійший Патріарх Алексій II здійснив Велике освячення храму Христа Спасителя.
Загальне керівництво відновленням храму здійснювала громадська спостережна рада з відтворення храму Христа Спасителя під керівництвом Святішого Патріарха Московського і всієї Русі Алексія II і мера Москви Ю.Лужкова.
Архітектурний задум комплексу храму Христа Спасителя розроблений Управлінням Моспроєкт-2 спільно з Московською Патріархією. Керівник проєкту і головний архітектор — академік Михайло Посохін. Роботи з відтворення художнього оздоблення виконані Російською Академією мистецтв на чолі з її президентом — академіком З. Церетелі, у розписі взяли участь 23 артілі художників. Відтворення скульптурного оздоблення фасадів Храму здійснено скульпторами під керівництвом академіка Юрія Орєхова за сприяння фонду «Скульптор». Дзвони для Храму відлили на заводі ім. Лихачова (АМО ЗІЛ), звукоряд їхній максимально наближений до втраченого.
Висота храму та ж, що і в минулому столітті — 103 м, товщина стін 3,2 м, площа розпису 22000 кв.м, площа підлоги 4000 кв.м, висота іконостасу 27 м. Храм розрахований на 10 тисяч осіб. Проте сучасний храм Христа Спасителя не повністю тотожний своєму знаменитому попередникові. Стіни храму зведено на основі монолітного залізобетонного каркаса з зовнішньою обкладкою цеглою і подальшим облицюванням мармуром. Новий храм відрізняється від колишнього стилобатною частиною (сильно розширеним цокольним поверхом), в якому розмістилися музей, зал Церковних Соборів на 1330 місць, церква Преображення, зал засідань Священного Синоду, трапезна 1200 місць, багатоярусний гараж і стоянка, а також різні технічні служби. У технічному відношенні собор обладнаний десятками комп'ютерів, новітніми системами кондиціювання, іншими інженерними комунікаціями.
У новому храмі є і деякі старі частини — мармурові пам'ятні дошки з обхідних коридорів і фрагменти головного іконостасу. Ще деякі фрагменти виставлені в музеї храму.
Престоли: Головний — Різдва Христового, південний — святителя Миколая (не освячений), північний — святого благоверного князя Олександра Невського (не освячений); в нижньому храмі: центральний — Спаса Преображення, південний — преп. Олексія, чоловіка Божого (не освячений), північний — Тихвинської ікони Божої Матері (не освячений).
У храмі перебувають Святині: шанована Смоленська ікона Божої Матері; ікона «Спас Нерукотворний», що перебувала у Храмі до його закриття (художник Сорокін); ікона свт. Миколая, писана в місті Барі (Італія); частки мощей апостола Андрія Первозванного та апостола Якова.
Після відновлення храм Христа Спасителя став Кафедральним собором Російської православної церкви, і головні святкові служби проводяться в ньому.
Настоятелем Храму є Патріарх Московський і всієї Русі. Першим ключарем відтвореного храму став протоієрей Михайло Рязанцев.

## Цікаві факти
Через своєрідну форму і пропорції храм отримував від цінителів московської архітектури різні прізвиська.
- до Жовтневої революції храм мав прізвисько «чорнильниця»[2]
- В ХХ столітті його через незграбні пропорції і товщину називали «паскою», а за позолочену блискучість — «самоваром». Сталінський архітектор Б. Іофан писав:Йшов 1928 рік. Храм Христа Спасителя ще стояв посередині величезної площі біля Москви-ріки. Великий і огрядний, лискучий своєю позолоченою главою, схожий водночас на паску і на самовар, він тиснув на будинки навколо і на свідомість людей своєю казенною, сухою, бездушною архітектурою, відображаючи собою бездарний лад російського самодержавства «високопоставлених» будівельників, які створили це поміщицько-купецьке капище. Пролетарська революція сміливо заносить руку над цією огрядною архітектурною спорудою, що ніби символізує силу і смаки панів старої Москви…[3]

## Виноски
1. ↑  Цит. по кн.: П. В. Сытин. История московских улиц. — М., 1948, суч.перевидання: «Эксмо», М.: 2008, ISBN 978-5-699-24988-6. Див.: Волхонка [Архівовано 2010-12-23 у Wayback Machine.]
2. ↑  Яків Кротов: Де починається неможливе? [Архівовано 5 березня 2016 у Wayback Machine.](рос.)
3. ↑  Ехо Москви: Снос Храма Христа Спасителя (рос.)